# حفل توديع العزوبية
حفلة توديع العزوبية هي حفلة تقام للمقدم على الزواج بعد فترة قصيرة ليحصل على فرصته الأخيرة كلية لممارسة نشاطات قد لا توافق شريكه الجديد أو أحيانًا لقضاء بعض الوقت مع أصحابه. حفلة توديع العزوبية ربما تحتوي نشاطات غير معتادة بالنسبة للحفلات العادية (حتى شرب الكحوليات ولعب القمار) كالذهاب إلى ناد تعرِ أو تأجير راقصة تعرِ.